# Riva SpA
Le Groupe RIVA SpA est le premier groupe sidérurgique italien et parmi les principaux groupes européens dans le secteur de l’acier. En 2022, il figure à la soixante-neuvième place dans le classement mondial des producteurs d'acier établi par la World Steel Association.
Il est également le principal producteur européen d’acier en four à arc électrique, avec une production basée sur la réutilisation des ferrailles, dans une logique d'économie circulaire à faibles émissions de CO2,.
Le groupe, qui possède 29 établissements de production dans le monde, dont 5 en Italie et 15 en France, dont 4 aciéries électriques qui utilisent la ferraille pour leur production, travaille dans une perspective d’économie circulaire et de réduction des émissions de CO2, valorisant ainsi le recyclage de l’acier à l’infini.
Le Groupe Riva n'est pas coté en bourse et a toujours poursuivi une politique de réinvestissement de tous les bénéfices dans le groupe sans distribuer de dividendes.

## Histoire
Le Groupe est né avec la société « Riva & C. », créée par les frères Emilio et Adriano Riva en 1954 pour la commercialisation de métaux ferreux de récupération, destinés aux aciéries électriques de la région de Brescia. En 1957, ils construisent leur premier centre de production d'acier avec un four électrique à Caronno Pertusella dans la province de Varèse. En 1964, ils installent une machine à coulée continue courbe, la première en Italie, fabriquée par la société spécialisée Danieli. Ce principe est encore expérimental et ne va être utilisé par ses concurrents que bien plus tard lui donnant un avantage précieux. Ils financent ainsi leur développement industriel.
En 1966, la société achète Acciaierie del Tanaro implantée à Coni, en 1970 la S.E.E.I de Brescia, en 1971 Riva SpA prend une forte participation dans la Siderurgica Sevillana en Espagne, en 1976 dans Iton Seine en France.

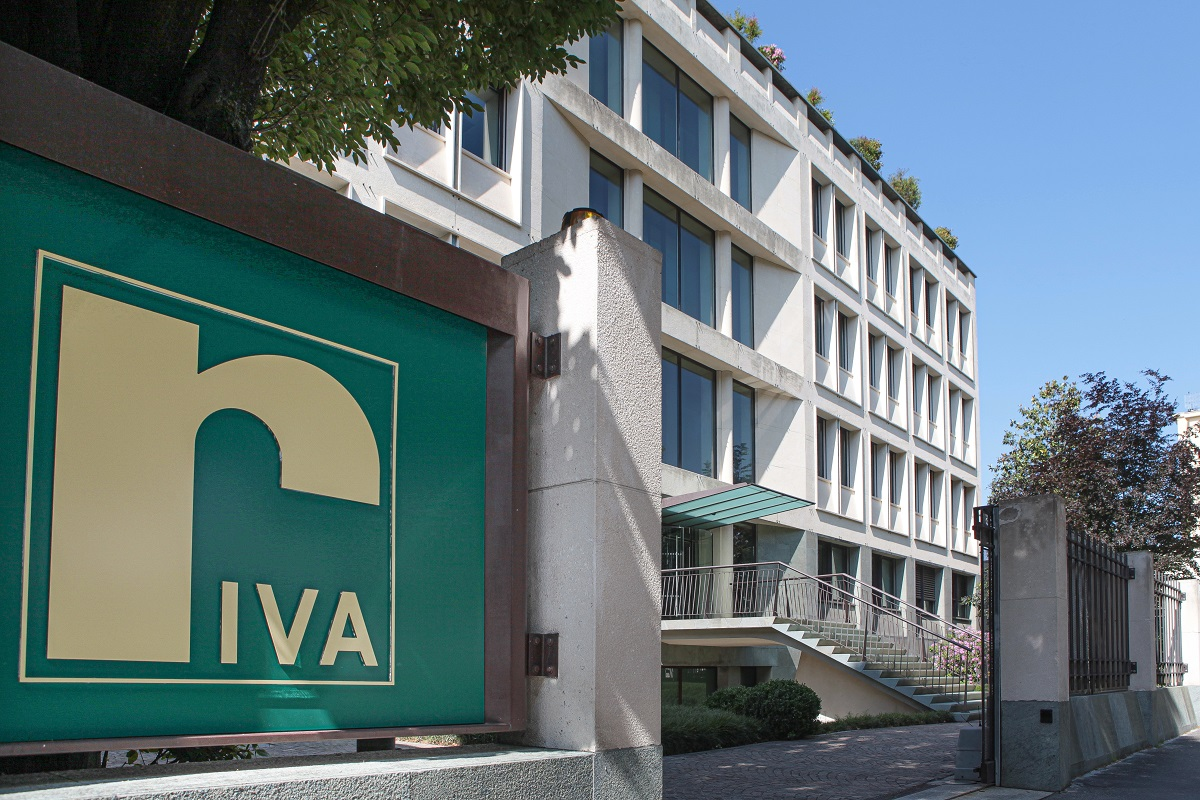
Le siège central du Groupe Riva à Milan.

En 1974, est fondée au Canada la Associated Steel Industries, une société créée pour collecter la ferraille de récupération générée par le parc automobile nord-américain. Puis, en 1976, le Groupe arrive en France en achetant Iton Seine, qui produit des ronds à béton en région parisienne pour le marché national et pour l'exportation. En 1978, le Groupe Riva devient le premier producteur européen à vendre de l’acier directement en Chine, un marché qui était jusqu’alors exclusivement approvisionné par le Japon.
En 1981, le groupe rachète Officine e Fonderie Galtarossa de Vérone.

## La privatisation de la sidérurgie publique Italienne
Au milieu des années 1980, l'État Italien décide de privatiser son complexe sidérurgique gigantesque. Le groupe Riva SpA est un des protagonistes de ce processus en achetant d'abord en 1986 avec d'autres industriels privés, le centre sidérurgique Italsider de Cornigliano à Gênes qu'il est repris intégralement en 1988. En 1989, il achète le laminoir Thy-Marcinelle à Charleroi, en Belgique.
En 1991, Riva SpA achète deux aciéries électriques dans le Brandebourg, en ex-Allemagne de l'Est, lors de leur privatisation. En 1995, il remporte les enchères pour la privatisation de ILVA ex-Italsider, et devient rapidement un des sidérurgistes leader en Europe.
La croissance du groupe s'accentue, en 1996 il achète la Nuova Sidercamuna de Sellero, dans la province de Brescia, et en 1997, Hellenic Steel de Salonique, en Grèce.
En 2001 Emilio Riva, reçoit le diplôme honoris causa ingénieur de l'École polytechnique de Milan.
En 2007 la société Riva FIRE  crée, en collaboration avec l'École polytechnique de Turin et l'université de Gênes, un mastère universitaire en sidérurgie, qui s'effectue dans un bâtiment réhabilité de l'ancienne usine de Cornigliano.

## Organisation de l'entreprise
Au sommet du Groupe Riva se trouve Riva Forni Elettrici, basée à Milan, qui contrôle directement Riva Acciaio, une société présente en Italie avec cinq usines (Caronno Pertusella (VA), Lesegno (CN), Sellero, Malegno et Cerveno dans la Vallée Camonica (BS)).
En plus des usines italiennes, le Groupe est présent au niveau européen avec vingt-trois autres unités, réparties en Allemagne, en France, en Espagne et en Belgique. Il est également présent avec une usine au Canada.

### Production 2022
L'activité de production du groupe est principalement concentrée dans l'acier et ses dérivés. La production en 2022 s'est élevée à 5,70 millions de tonnes d'acier brut.